# 104th Infantry Division (Vereinigte Staaten)
Die 104th Infantry Division (deutsch 104. US-Infanteriedivision; Spitzname Timberwolves) war ein Großverband der United States Army in der Zwischenkriegszeit und im Zweiten Weltkrieg. Sie ist heute unter dem Namen 104th Training Division (Leader Training) ein Ausbildungsverband der United States Army Reserve mit Sitz in Fort Lewis im US-Bundesstaat Washington.
1921 erstmals aktiviert, wurde sie hauptsächlich zur Ausbildung von Offizieren im Rahmen des Reserve Officer Training Corps verwendet. Im Zweiten Weltkrieg wurde die Division in Camp Hyder, Kalifornien für den Einsatz in Übersee vorbereitet und im August 1944 nach Europa verlegt. Hier stand sie knapp 200 Tage im Kampf und nahm an der Befreiung Belgiens, der Niederlande und des westlichen Deutschlands teil, bevor sie im April 1945 in den Harz verlegt wurde, wo sie das KZ Mittelbau-Dora befreite und von wo sie bis zum V-E-Day bis nach Halle (Saale) und Pretzsch an der Elbe vordrang.
Nach dem Kriegsende wurde sie 1946 reaktiviert und diente primär Trainingszwecken innerhalb der Armeereserve. Seit 2007 trägt sie ihren heutigen Namen und ist spezialisiert auf die Ausbildung von Offizieren und Unteroffizieren.

## Geschichte

### Zwischenkriegszeit
Die Division wurde erstmals am 24. Juni 1921 als 104th Division konstituiert, bevor die eigentliche Aufstellung erfolgte und sie im Oktober desselben Jahres in Salt Lake City, Utah aktiviert wurde. Ihr waren zu diesem Zeitpunkt die 207th und die 208th Infantry Brigade unterstellt, die aus den Infanterieregimentern 413 bis 416 bestanden. Als Teil der „organisierten Reserve“ waren ihre unterstellten Einheiten an verschiedenen Orten auf die Bundesstaaten Idaho, Montana, Nevada, Utah und Wyoming verteilt. Im Jahr 1924 erhielt die Division ihr Schulterabzeichen, das einen heulenden Wolf zeigt. Überwiegend mit Offizieren des Reserve Officers Training Corps, i. d. R. Absolventen der Colleges und Universitäten der vorgenannten Staaten, besetzt, fungierte sie als Kaderdivision mit wenigen Soldaten im Mannschaftsdienstgrad und blieb bis zum Zweiten Weltkrieg ohne signifikante Einsätze.

### Zweiter Weltkrieg
Mit dem Eintritt der Vereinigten Staaten in den Zweiten Weltkrieg begann die Division, sich auf einen möglichen Einsatz in Übersee vorzubereiten. Sie wurde am 15. September 1942 in den aktiven Dienst gestellt und in Camp Adair, Oregon, dem Befehl von Major General Gilbert R. Cook unterstellt. Ihre beiden Brigaden wurden dabei nicht aktiviert, sondern der Division, als Teil der Umformierung aller Infanteriedivisionen von der Square-Division-Gliederung  in die triangulare Gliederung die Infanterieregimenter 413 bis 415 belassen.

#### Gliederung
Daraus ergab sich folgende Gliederung (inkl. späterer Umgliederungen):
- Headquarters, 104th Infantry Division
  - 413th Infantry Regiment
  - 414th Infantry Regiment
  - 415th Infantry Regiment
  - Headquarters and Headquarters Battery, 104th Infantry Division Artillery
    - 385th Field Artillery Battalion (105 mm)
    - 386th Field Artillery Battalion (105 mm)
    - 387th Field Artillery Battalion (155 mm)
    - 929th Field Artillery Battalion (105 mm)

  - 329th Engineer Combat Battalion
  - 329th Medical Battalion
  - 104th Counter Intelligence Corps Detachment
  - 104th Cavalry Reconnaissance Troop (Mechanized)
  - Headquarters, Special Troops, 104th Infantry Division
    - Headquarters Company, 104th Infantry Division
    - 804th Ordnance Light Maintenance Company
    - 104th Quartermaster Company
    - 104th Signal Company
    - Military Police Platoon
    - Band

  - 750th Tank Battalion (attachiert 16. November bis 23. Dezember 1944 und 6. Februar bis 22. Mai 1945)
  - 784th Tank Battalion (attachiert 31. Dezember 1944 bis 3. Februar 1945)
  - 692nd Tank Destroyer Battalion (attachiert 29. Oktober 1944 bis 7. März 1945)
  - 817th Tank Destroyer Battalion (attachiert 1. April bis 9. Juni 1945)
  - 555th Anti-Aircraft Artillery Automatic Weapons Battalion (attachiert 26. Oktober 1944 bis 24. Mai 1945)

#### Einsatz in Europa
Die Division überquerte den Atlantik ab Ende August 1944 und landete am 7. September 1944 in Frankreich, wo sie dem III Corps der 9. US-Armee unterstellt wurde. Sie wurde anschließend im Département Manche auf ihren Kampfeinsatz weiter vorbereitet.
Am 23. Oktober 1944 wurde sie in der Nähe von Wuustwezel, Nordbelgien, in die Front eingegliedert. Sie unterstand dabei dem britischen I Corps der First Canadian Army in Bernard Montgomerys 21st Army Group (ebenso wie die 7th Armored Division der US-Streitkräfte). Ihr Auftrag war es, die britisch-kanadischen Truppen in der Schlacht an der Scheldemündung bei der Säuberung der Uferbereiche der Schelde zu unterstützen. Diese Aufgabe erfüllte sie im Rahmen der Operation Pheasant, als sie die kampferprobte britische 49th (West Riding) Division und die polnische 1 Dywizja Pancerna ablöste. Die US-Truppen sollten eine Front von rund 35 Kilometern im Grenzbereich zwischen Belgien und den Niederlanden bis zur Maas sichern. Die Frontbreite der 104th betrug etwa 8 Kilometer. Der Kommandeur, Terry de la Mesa Allen, plante, alle seiner drei Regimenter in die Front zu schieben und die Deutschen anzugreifen.

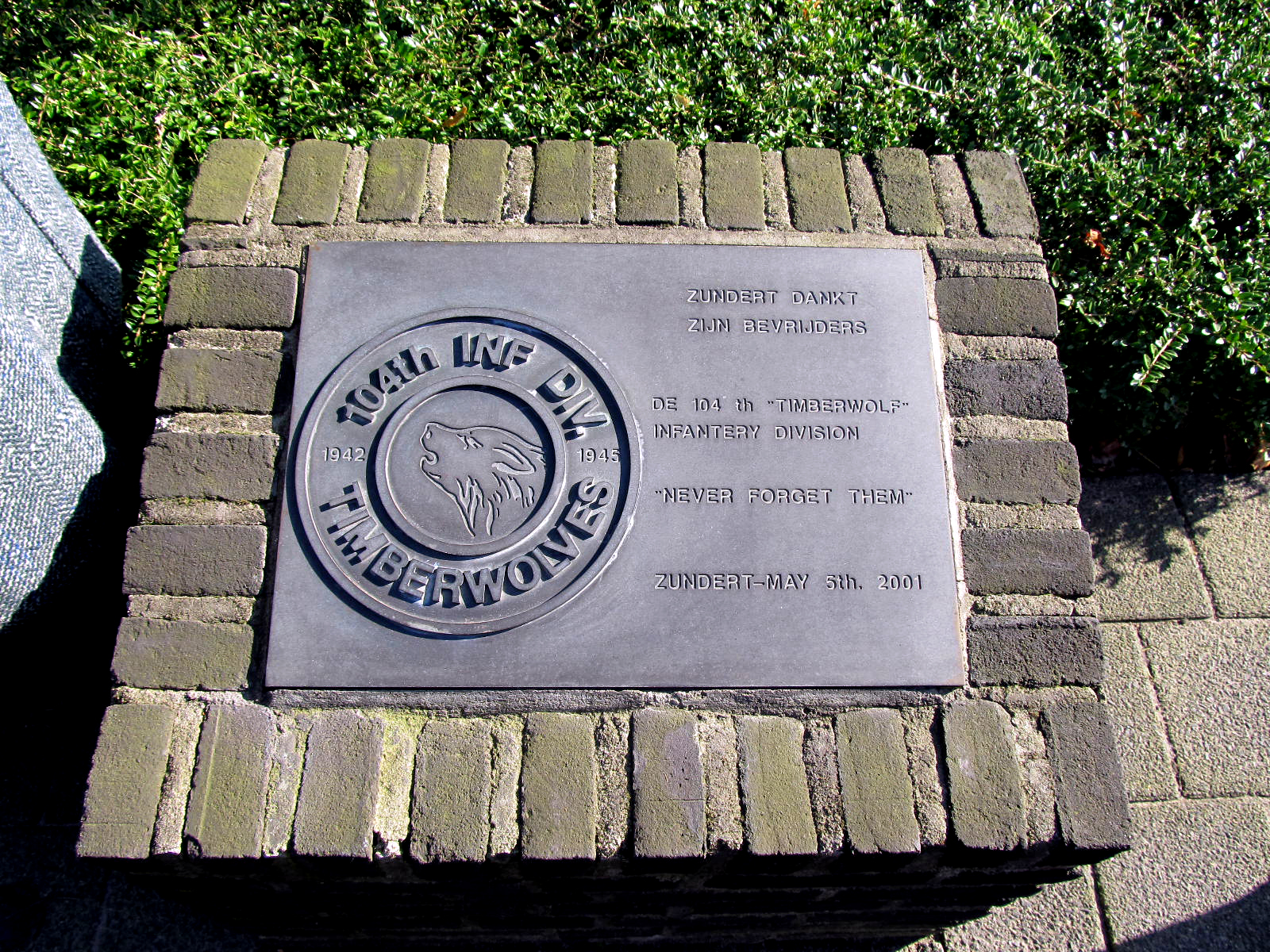
Timberwolf WWII Liberation Memorial in Zundert, Niederlande

Am 25. Oktober begann der Kampfeinsatz der Division, gegen deutschen Widerstand verschiedener Intensität. Die deutschen Linien waren dünn und lückenhaft besetzt. Allerdings verfügten sie über einige gut ausgebaute Stellungen und verlangsamten den amerikanischen Vormarsch mit Minen, Sprengfallen und Straßensperren. Der Vormarsch verlief dennoch stetig, war aber verlustreich. Die Wetterbedingungen waren regnerisch, feucht und kalt und der Boden schlammig. Am 30. Oktober, nach fünf Tagen kontinuierlichen Einsatzes, hatte die Division einen Einbruch von mehr als 20 Kilometern erzielt und befand sich in Sichtweite des kleinen Flusses Mark. Unterwegs hatte man Zundert befreit und kontrollierte nun die Straße von Breda nach Roosendaal. Leur und Etten fielen im weiteren Verlauf am 31. Oktober. Am 2. November gelang es, bei Standdaarbuiten einen Brückenkopf über die Mark zu schlagen, den der Rest der Division dann nutzen konnte. Nach diesem Erfolg brach der deutsche Widerstand zusammen. Die nächsten zwei Tage vergingen mit Verfolgungskämpfen bis zur Maas. Am 5. November wurde Zevenbergen befreit und die Maas erreicht. Am selben Tag erhielt General Allen die Anweisung, den Hauptteil der Division in den Raum Aachen zu verlegen. Teile verblieben bis zum 7. November zur Sicherung von Moerdijk. Die Division wurde nun dem VII Corps der 1. US-Armee unterstellt. Die Kämpfe in Belgien und den Niederlanden hatten die Division 1426 Ausfälle gekostet, darunter 313 Gefallene und 103 Vermisste. Montgomery und die kanadischen Befehlshaber gratulierten den Timberwolves zu ihrer Leistung und Allen gab Kopien ihrer Briefe an seine Regimenter weiter. Er ließ auch einen von ihm selbst geschriebenen Dankesbrief in der gesamten Division verteilen, der mit den inzwischen zum Motto der Division gewordenen Worten: “Nothing in Hell must stop the Timberwolves!” endete. Nach den Aktionen der alliierten Bodentruppen und der Minenräumung durch die Royal Navy innerhalb der nächsten drei Wochen konnte die Einfahrt zum Hafen von Antwerpen Anfang Dezember 1944 freigegeben werden.

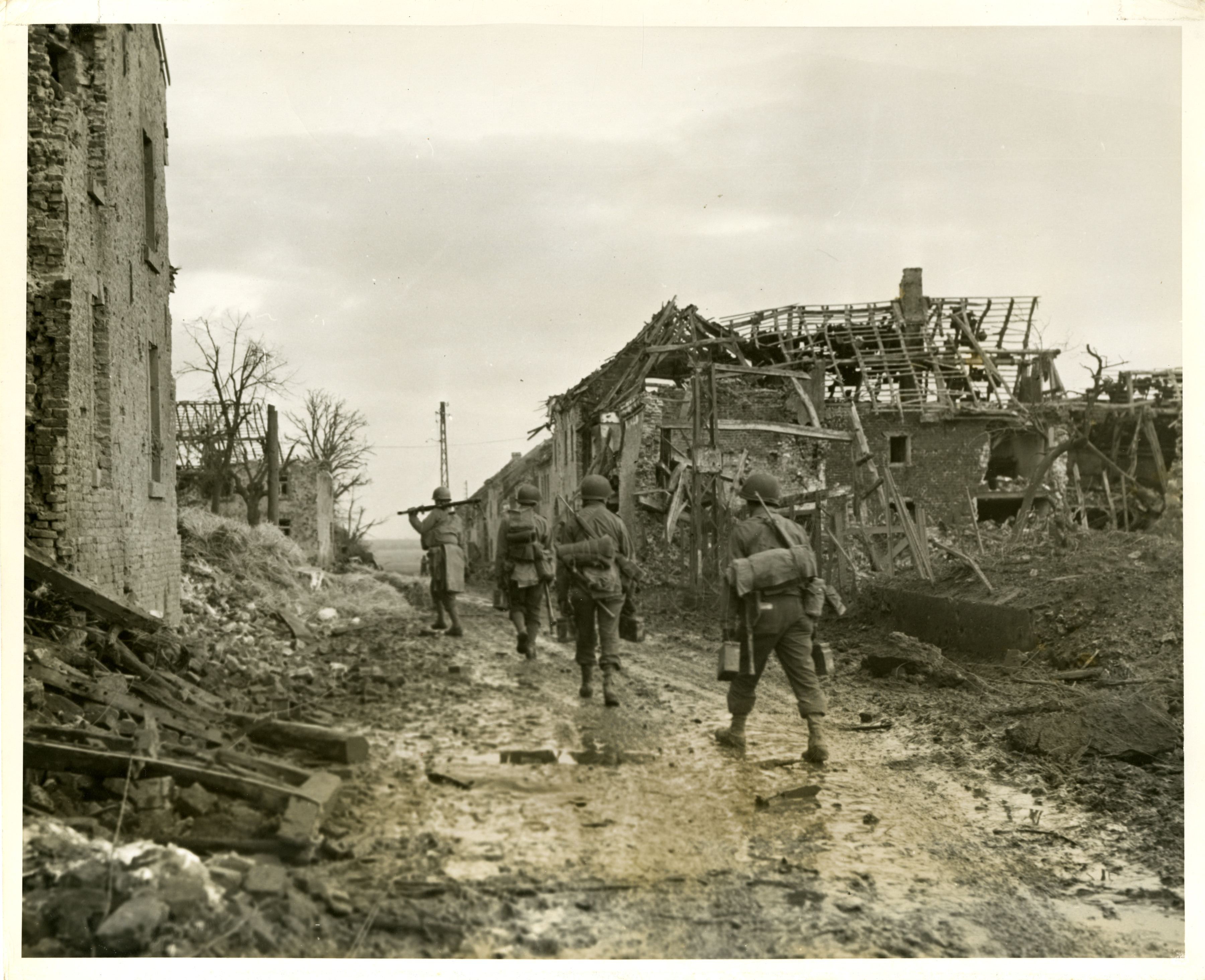
Infanteristen der 104th im zerstörten Luchterberg, 11. Dezember 1944

Ab dem 16. November 1944 unternahm die Division ihre nächste Angriffsoperation, diesmal zur Unterstützung der Operation Queen. Sie nahm Stolberg und drückte trotz scharfem Widerstand weiter vorwärts. Eschweiler fiel am 21. November in ihre Hand und die gegnerischen Truppen wurden aus den Gebieten westlich der Inde zurückgedrängt. Am 2. Dezember wurde Inden genommen und am folgenden Tag Lucherberg gegen deutsche Gegenangriffe verteidigt. Sämtliche Schwerpunktstellungen der Deutschen westlich der Rur waren bis zum 23. Dezember erobert. Zeitweise wurde der Division während dieser Kämpfe das 60th Infantry Regiment der 9th Infantry Division unterstellt.

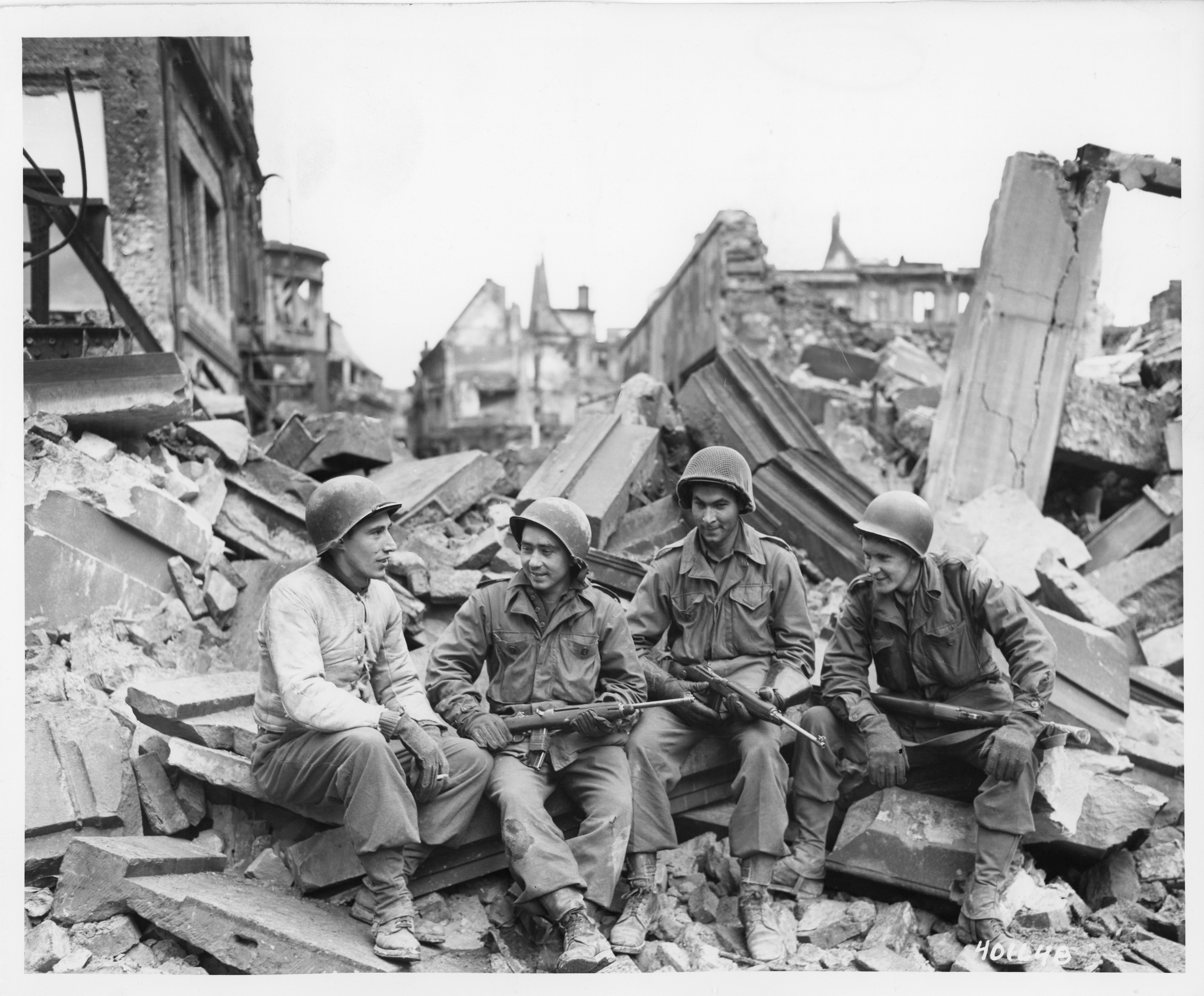
Infanteristen des 415th Infantry Regiment in den Ruinen von Köln, 8. März 1945

Während der Ardennenschlacht hielt die 104th ihren Frontbereich um Düren und Merken gegen deutsche Angriffe. Sie kam hierbei temporär unter den Befehl des XIX Corps der 9. US-Armee. Anschließend, im Februar 1945, überquerte sie die Rur und eroberte Huchem-Stammeln, Birkesdorf, und den Nordteil Dürens. 
Gemeinsam mit der 3rd Armored Division wurde der Verband beim Angriff auf das linksrheinische Köln eingesetzt. Am 5. März konnte nach schweren Kämpfen in der Operation Lumberjack Köln erreicht werden. Am 6. März erreichten Einheiten der Division in der Stadt das westliche Rheinufer.
Nach der Säuberung des Westufers des Rheins gelang am 22. März die Flussüberquerung bei Bad Honnef. Aus dem Brückenkopf von Remagen drang sie anschließend weiter östlich vor. Während dieser Zeit wurden einige ihrer Einheiten temporär dem Befehl der 1st Infantry Division und der 3rd Armored Division unterstellt.
Nach einer Phase der Konsolidierung und Sicherung des gewonnenen Gebiets nahm die Division an der Schließung des Ruhrkessels teil. Die 104th widerstand dabei heftigen Gegenangriffen bei Medebach und eroberte am 1. April Paderborn. Nach einer Neugruppierung drang sie wieder in östlicher Richtung vor und überschritt die Weser am 8. April. Am 11. April 1945 war die Division bei Nordhausen an der Befreiung des großen Mittelbau-Dora-KZ-Komplexes beteiligt. Die Division drang dann weiter bis zur Saale vor und eroberte Halle (Saale) in fünftägigen Straßenkämpfen (15. bis 19. April). Die Übergabe der Stadt erfolgte nach der Androhung einer Bombardierung und von Artilleriebeschuss. Die Mulde wurde am 21. April erreicht und am 26. April bei Pretzsch an der Elbe Kontakt mit Einheiten der Roten Armee hergestellt.
Die Division beanspruchte nach Kriegsende, mehr als 51.000 gegnerische Soldaten in Gefangenschaft genommen zu haben.

#### Verluste

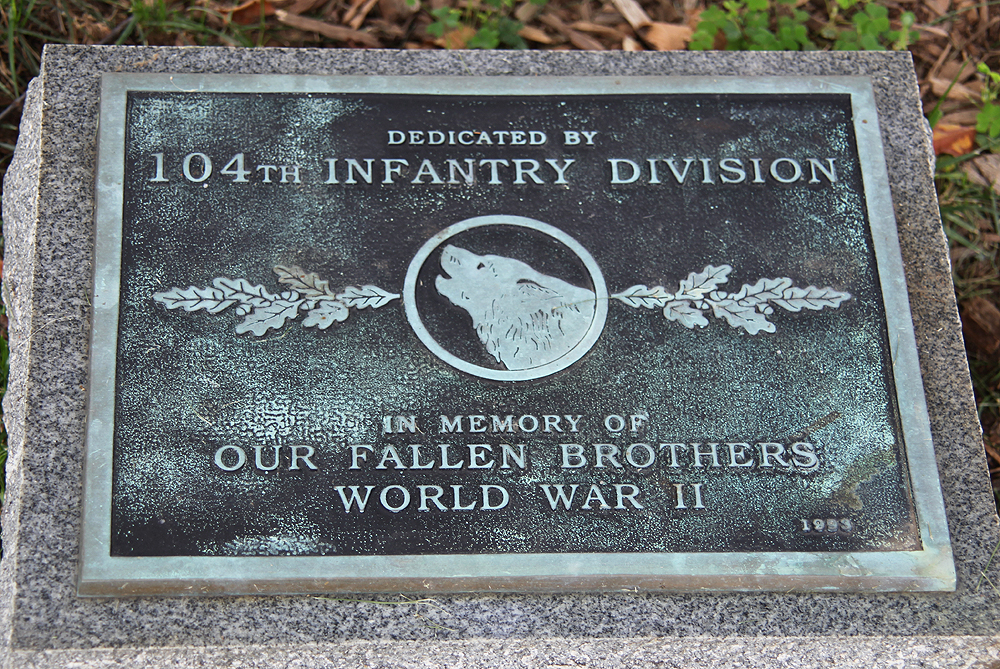
Ehrenmal der Gefallenen der Division auf dem Nationalfriedhof Arlington, errichtet 1953

Nach Schätzungen der US Army unmittelbar nach Kriegsende traten während des Krieges folgende Verluste bei der Division ein:
- Kampfverluste: 7011
  - Gefallene: 1294
  - Verwundete: 5305
  - Vermisste: 385
  - Gefangene: 27
- Nichtkampfverluste: 6396

Summe: 13.407

#### Demobilisierung
Am 3. Juli begann die Division ihre Rückkehr in die USA. Nach ihrer Ankunft wurden die Soldaten demobilisiert und die Division am 20. Dezember 1945 deaktiviert.
Im Zweiten Weltkrieg errangen Soldaten der Division 2 Medals of Honor, 14 Distinguished Service Crosses, 1 Distinguished Service Medal, 642 Silver Star Medals, 6 Legion of Merit Medals, 20 Soldier’s Medals, 2797 Bronze Star Medals und 40 Air Medals. Die Division selbst erhielt 9 Distinguished Unit Citations und 3 Campaign Streamers.

### Nachkriegszeit bis heute

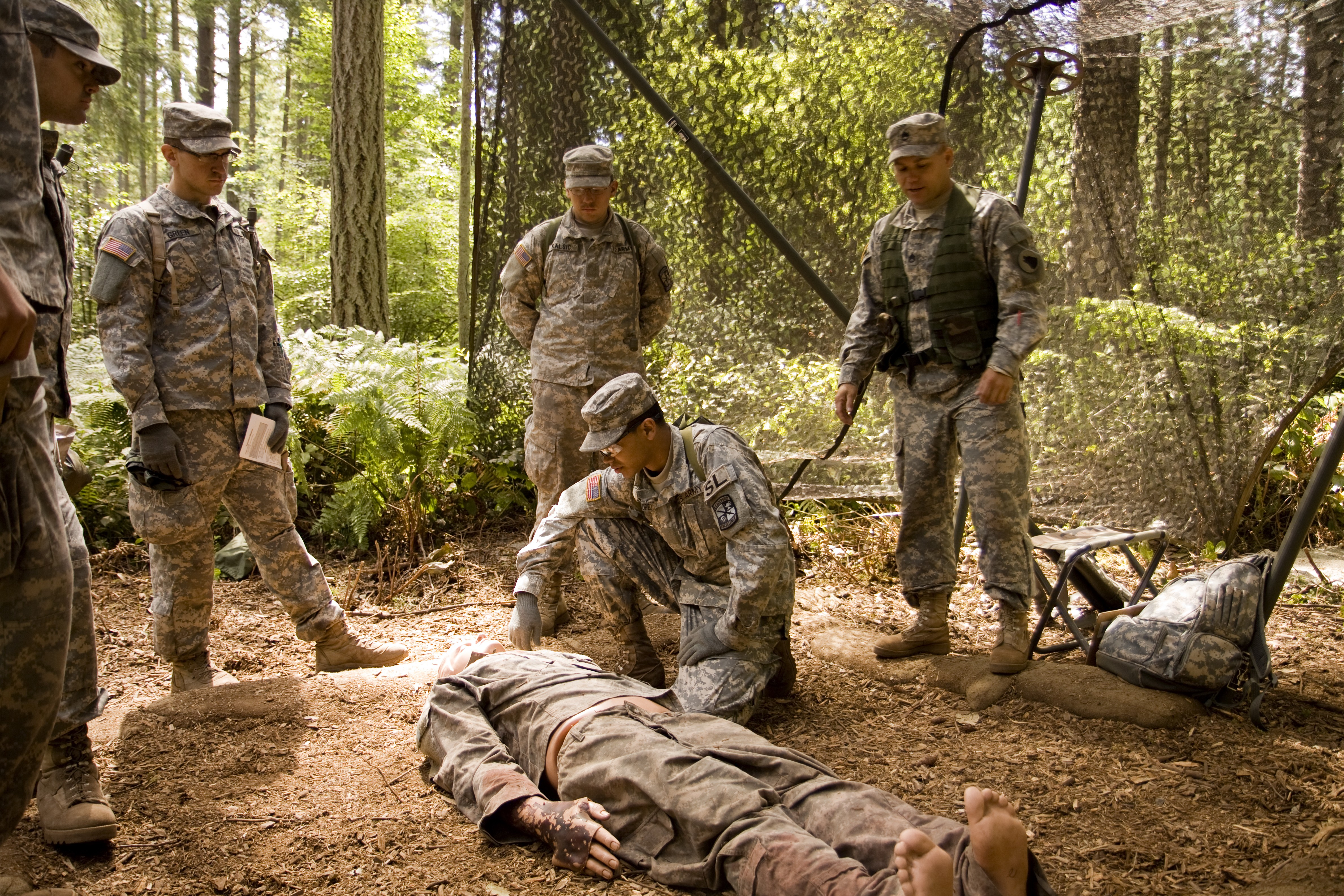
Ausbildung von ROTC-Kadetten, Joint Base Lewis-McChord, Juli 2011

Bereits am 1. Dezember 1946 wurde die Division in Portland, Oregon, als Teil der Heeresreserve reaktiviert und begann mit Trainingsprogrammen für neue Soldaten der Army Reserve. Im Juli 1948 fand das erste Sommertrainingcamp statt, an dessen Ende 300 neue Reservisten ausgebildet waren. Im Jahr 1952 waren es bereits 1500 neue Reservisten pro Veranstaltung des Camps. Die Division wurde 1959 als spezielle Ausbildungsdivisdion reorganisiert. 1961 verlegte sie ihren Sitz in die Vancouver Barracks im Staat Washington.
Eine weitere Umorganisierung erfolgte 1967 als Teil einer landesweiten Initiative unter dem Namen Reorganization Objective Army Division Plan. Die Regimenter wurden aufgelöst und durch größere und vielseitigere Brigaden ersetzt. Die 1st Brigade, 104th Division, wurde in den Vancouver Barracks aktiviert und die 2nd Brigade, 104th Division in Pasco, Washington. Die 3rd Brigade, 104th Division und die 4th Brigade, 104th Division kamen beide in Fort Lawton, Washington an. Jede dieser Brigaden übernahm die Traditionspflege einer der historischen Einheiten, die als Teil der 104th Infantry Division im Zweiten Weltkrieg gekämpft hatten. Den Brigaden wurde die Aufgabe zugewiesen, jeweils einer der Missionen One Station Unit Training, Basic Combat Training, Advanced Individual Training und Combat Support Training in ihrem Bereich durchzuführen.
Im Jahr 1996 wurden der Division drei weitere Brigaden unterstellt. Die 5th Brigade, 104th Division wurde in Salt Lake City, Utah aktiviert, die 6th Brigade, 104th Division in Aurora, Colorado, die 7th Brigade, 104th Division in Vancouver, Washington. Die 5th Brigade führte militärmedizinische Ausbildungen durch, die 6th Brigade berufliche Ausbildung und die 7th Brigade übernahm Unterstützungsaufgaben für die anderen Brigaden. Die Brigaden waren von anderen Ausbildungskommandos an die 104th überstellt worden.
1999 kamen zwei weitere Brigaden hinzu: die 8th Brigade, 104th Division in Fort Lewis für ROTC-Kadetten und die 4690th US Army Reserve Forces School in Fort Shafter, Hawaii wurde zur 4690th Brigade, 104th Division umgewidmet. Sie dient als Multifunktions-Ausbildungseinheit. Mit den Empfehlungen zum Base Realignment and Closure von 2005 wurden die Vancouver Barracks geschlossen und die 104th Division zog nach Fort Lewis um. Im selben Jahr wurden die gegenwärtigen Distinctive Unit Insignia unter der Anleitung von Major General Terrill K. Moffett designt, die im folgenden Jahr übergeben wurden.
Im Oktober 2007 wurde die Division in 104th Training Division (Leader Training) umbenannt, was einer Änderung im Auftrag der Division hin zur Ausbildung von Offiziers- und Unteroffizierskandidaten entspricht. Im Jahr 2017 verfügte die Division nur noch über zwei Brigaden, jeweils mit 4 bis 5 Bataillonen.

## Auszeichnungen
- Army Superior Unit Award (2005/2006)
- Fahnenbänder:
  - Northern France, 1944
  - Rhineland, 1944–45
  - Central Europe, 1945

## Bekannte Angehörige
- Gunther Plaut, Rabbiner
- Leo Hoegh, Operationsoffizier, später Gouverneur von Iowa
- Ed Koch, Sergeant, später Bürgermeister von NYC
- Hugh Carey, Regimentsoperationsoffizier, später Gouverneur von New York
- John R. Deane junior, Bataillonskommandeur, später General
- Bryant Moore, stellvertretender Kommandeur
- Charles T. Lanham, stellvertretender Kommandeur ab März 1945
- Cecil H. Bolton, Oberleutnant, Träger der MoH, später Oberst
- Willy F. James junior, Private First Class, Träger der MoH (posthum)
- James Marshall Sprouse, Private, später Bundesrichter
- George Sakheim, deutscher Emigrant, später Dolmetscher bei den Nürnberger Prozessen